# Europawahl in den Niederlanden 1989
- Regenboog: 2
- PvdA: 8
- D66: 1
- VVD: 3
- CDA: 10
- SGP/GPV/RPF: 1

Die Europawahl 1989 in den Niederlanden fand am 15. Juni 1989 im Rahmen der EU-weiten Wahl des Europäischen Parlaments statt. Die Niederländer wählten 25 der 518 Mitglieder des Europäischen Parlaments.
Stärkste Partei wurden die regierende christdemokratische CDA vor der oppositionellen sozialdemokratischen PvdA. Die mitregierende liberale VVD verlor zwei ihrer fünf Sitze. Drittstärkste Kraft wurde die Liste Regenboog aus vier grün-linken Parteien. Diese waren 1984 noch mit leicht veränderter Zusammensetzung als Groen Progressief Akkoord angetreten. Neben der gemeinsamen Liste der christlich-konservativen Parteien konnte auch die linksliberale D66 ins Europaparlament einziehen.

## Ergebnis
| Listen            | Listen                                        | Stimmen    | %    | Mandate | +/- |
| ----------------- | --------------------------------------------- | ---------- | ---- | ------- | --- |
|                   | Christen-Democratisch Appèl (CDA)             | 1.814.107  | 34,6 | 10      | +1  |
|                   | Partij van de Arbeid (PvdA)                   | 1.609.626  | 30,7 | 8       | ±0  |
|                   | Volkspartij voor Vrijheid en Democratie (VVD) | 714.745    | 13,6 | 3       | –2  |
|                   | Regenboog (CPN – EVP – PPR – PSP)             | 365.535    | 7,0  | 2       | ±0  |
|                   | Democraten 66 (D66)                           | 311.990    | 6,0  | 1       | +1  |
|                   | SGP – RPF – GPV                               | 309.060    | 5,9  | 1       | ±0  |
|                   | Centrum Democraten (CD)                       | 40.780     | 0,8  | –       | Neu |
|                   | Socialistische Partij (SP)                    | 34.332     | 0,7  | –       | ±0  |
|                   | Initiatief voor Europese Democratie           | 23.298     | 0,4  | –       | Neu |
|                   | God Met Ons                                   | 18.860     | 0,4  | –       | ±0  |
| Gesamt            | Gesamt                                        | 5.242.333  | 100  | 25      | –   |
|                   |                                               |            |      |         |     |
| Ungültige Stimmen | Ungültige Stimmen                             | 28.041     | 0,5  |         |     |
| Wähler            | Wähler                                        | 5.270.374  | 47,5 |         |     |
| Wahlberechtigte   | Wahlberechtigte                               | 11.099.123 |      |         |     |
|                   |                                               |            |      |         |     |
| Quelle: Kiesraad  |                                               |            |      |         |     |

## Fraktionen im Europäischen Parlament
| Liste/Partei                   | Liste/Partei                            | Liste/Partei                            | Liste/Partei                            | Mandate | Fraktion |
| ------------------------------ | --------------------------------------- | --------------------------------------- | --------------------------------------- | ------- | -------- |
|                                | Christen-Democratisch Appèl             | Christen-Democratisch Appèl             | Christen-Democratisch Appèl             | 10 / 25 | EVP      |
|                                | Partij van de Arbeid                    | Partij van de Arbeid                    | Partij van de Arbeid                    | 8 / 25  | SOZ      |
|                                | Volkspartij voor Vrijheid en Democratie | Volkspartij voor Vrijheid en Democratie | Volkspartij voor Vrijheid en Democratie | 3 / 25  | LDR      |
|                                | Regenboog                               |                                         | Communistische Partij van Nederland     | 1 / 25  | ARC      |
|                                | Regenboog                               | Politieke Partij Radikalen              | 1 / 25                                  | ARC     |          |
|                                | Democraten 66                           | Democraten 66                           | Democraten 66                           | 1 / 25  | LDR      |
|                                | SGP – GPV – RPF                         |                                         | Staatkundig Gereformeerde Partij        | 1 / 25  | NI       |
|                                |                                         |                                         |                                         |         |          |
| Quelle: Europäisches Parlament |                                         |                                         |                                         |         |          |